# 安中市立第一中学校
安中市立第一中学校（あんなかしりつ だいいちちゅうがっこう）は、群馬県安中市安中にある公立中学校。

## 概要
1971年（昭和46年）4月1日に、名目統合のより発足。現在の全校生徒数は525名、学級数は16。（2022年10月13日現在）

## 年表
- 1945年 - 創立。

## 教育目標
みんなで心を合わせて「STEP」運動　昭和52年提唱
- Smile     いつも笑顔で明るい挨拶
- Thank you     いつも感謝でありがとう
- Excuse me     いつも素直にすみません
- Please     いつも謙虚な態度でどうぞ

3C精神の高揚（一中スピリット）　平成7年度提唱
- Creation　　創造（深く考え、進んで学ぶ）
- Courage　　勇気（正しい判断、善行の実践）
- Challenge　　挑戦（失敗をおそれぬ向上心）

この「STEP運動」「3C精神」は共に学校内の体育館に掲示されている。

## 部活動一覧

### 運動部
・軟式野球部
・ソフトボール部
・新体操部
・サッカー部
・ソフトテニス部男子
・ソフトテニス部女子
・バレーボール部男子
・バレーボール部女子
・卓球部男子
・卓球部女子
・陸上競技部(駅伝)
・バスケットボール部男子
・バスケットボール部女子
・剣道部
・柔道部
・水泳部
・バドミントン部

### 文化部
・吹奏楽部
・美術部
・文芸部
・演劇部

## 学区
- 安中地区 (高別当100番地を除く。)[1]
- 磯部地区第5区19組から32組
- 岩野谷地区
- 板鼻地区
- 秋間地区
- 東横野地区第3区5組から第6区まで